# Mimiosalenia
Mimiosalenia is een geslacht van uitgestorven zee-egels uit de familie Acropeltidae.

## Soorten
- Mimiosalenia quinquetuberculata Smith, 1995 †